# Kalafina
Kalafina (カラフィナ, Karafina) foi um grupo japonês formado pela compositora Yuki Kajiura em 2007, inicialmente com o intuito de performar as músicas-tema do anime Kara no Kyoukai, mas expandiu suas atividades criando diversos outros temas de filmes, animes e etc. Encerraram suas atividades oficialmente em 2019.

## Carreira
O grupo estreou em Janeiro de 2008 com duas integrantes oriundas do projeto prévio de Yuki Kajiura: Wakana Ōtaki e Keiko Kubota (não confirmadas até o primeiro show Dream Port 2008 exibido em 29 de Abril de 2008). Em Maio de 2008, duas vocalistas: Maya Toyoshima e Hikaru Masai, que foram escolhidas entre 30.000 participantes de uma seleção efetuada pela Sony Music do Japão e pela Yuki Kajiura, como as integrantes finais do grupo. 
Em 4 de março de 2009 lançaram seu primeiro álbum de estúdio, Seventh Heaven, que alcançou a 8° posição nas paradas da Oricon Albums Chart.
O grupo encerrou suas atividades oficialmente no dia 13 de Março de 2019.

## Integrantes
- Compositora: Yuki Kajiura
- Vocalistas
  - Keiko Kubota (窪田啓子, Kubota Keiko, nascida em 5 de Dezembro de 1985) e parte do projeto FictionJunction de Yuki Kajiura's, conhecida como FictionJunction KEIKO (anteriormente FictionJunction Keiko). Kajiura revelou ter escolhido Keiko por sua voz rara e profunda, que é capaz de dialogar perfeitamente com a voz de Wakana.
  - Wakana Ōtaki (大滝若奈, Ōtaki Wakana, nascida em 10 de Dezembro de 1984) também parte do projeto FictionJunction, conhecida como FictionJunction WAKANA (anteriormente FictionJunction Wakana). Yuki descreveu a voz de Wakana como uma  ideal para canções tristes. Do grupo, é a voz mais angelical e suave, desempenhando também um belo canto lírico.
  - Hikaru Masai (政井光 Masai Hikaru , nascida em 2 de Julho de 1987)

- Ex-integrantes
  - Maya Toyoshima (豊島摩耶, Toyoshima Maya): Em Maio de 2009, a Sony Music oficialmente publicou nota informando que Maya não participaria mais do Kalafina.[3]

## Discografia

### Álbuns
- 2009: Seventh Heaven
- 2010: Red Moon
- 2011: After Eden
- 2013: Consolation
- 2015: Far on the Water

### EPs
Re/Oblivious: É o mini-álbum, com duas integrantes: Wakana Ootaki e Keiko Kubota, lançado no dia 23 de abril de 2008.
Faixas
| N.º | Título | Duração |  |
| 1.  | "oblivious ~Fukan Fukei mix (oblivious ～俯瞰風景 mix)"                                                             |         |  |
| 2.  | "interlude 01" |         |  |
| 3.  | "Kimi ga Hikari ni Kaete Iku ~acoustic ver (君が光に変えて行く ～acoustic ver, Você liga para a Luz ~acoustic ver)" |         |  |
| 4.  | "interlude 02" |         |  |
| 5.  | "Kizuato ~piano2 mix (傷跡 ～piano² mix, Scar ~piano2 mix)"                                                         |         |  |
| 6.  | "finale" |         |  |

### Singles
Oblivious: É o primeiro single do grupo, com dois membros originais Wakana Ootaki e Keiko Kubota. Foi lançado no dia 23 de janeiro de 2008.
Faixas
| N.º | Título                                                                       | Duração |  |
| 1.  | "oblivious"                                                                  | 4:23    |  |
| 2.  | "Kimi ga Hikari ni Kaete Iku (君が光に変えて行く Você se transforma em luz)" | 4:43    |  |
| 3.  | "Kizuato (傷跡 Cicatriz)"                                                    | 4:41    |  |

Sprinter/Aria: É o segundo single do grupo, lançado no dia 30 de julho de 2008.Cantada por Wakana Ootaki, Keiko Kubota, juntamente com dois novos membros do grupo, Maya e Hikaru.
Faixas do CD
| N.º | Título                     | Duração |  |
| 1.  | "Sprinter"                 |         |  |
| 2.  | "ARIA"                     |         |  |
| 3.  | "Oblivious ~instrumental~" |         |  |

Faixas do DVD
| N.º | Título                           | Duração |  |
| 1.  | "Sprinter (PV)"                  |         |  |
| 2.  | "Oblivious ~ufotable edit~ (PV)" |         |  |

Fairytale: É o terceiro single do grupo, criado no dia 24 de dezembro de 2008.
Faixas
| N.º | Título                    | Duração |  |
| 1.  | "fairytale"               |         |  |
| 2.  | "serenato"                |         |  |
| 3.  | "sprinter -instrumental-" |         |  |

Lacrimosa: É o quarto single do grupo, cantada por Wakana, Keiko e Hikaru e lançada no dia 04 de março de 2009.
Faixas do CD
| N.º | Título                     | Duração |  |
| 1.  | "Lacrimosa"                | 4:14    |  |
| 2.  | "Gloria"                   | 3:45    |  |
| 3.  | "Lacrimosa (Instrumental)" | 4:12    |  |

Faixas do DVD
| N.º | Título                                          | Duração |  |
| 1.  | "Lacrimosa (Video Clip)"                        |         |  |
| 2.  | "Lacrimosa ("Black Butler" Credit-less Ending)" |         |  |

Storia: É o quinto single do grupo. Foi lançado no dia 01 de julho de 2009.
Faixas do CD
| N.º | Título                  | Duração |  |
| 1.  | "storia"                | 3:38    |  |
| 2.  | "lirica"                | 5:20    |  |
| 3.  | "storia" (instrumental) | 3:38    |  |

Faixas do DVD (edição limitada)
| N.º | Título        | Duração |  |
| 1.  | "Storia" (PV) |         |  |

Progressive: É o sexto single do grupo. Foi lançado no dia 29 de outubro de 2010.
Faixas do CD
| N.º | Título                             | Duração |  |
| 1.  | "progressive"                      | 5:41    |  |
| 2.  | "Utsukushisa (うつくしさ, Beleza)" | 4:50    |  |
| 3.  | "progressive (instrumental)"       | 5:41    |  |

Faixas do DVD
| N.º | Título | Duração |  |
| 1.  | "progressive" |         |  |
| 2.  | "Closed Premium Live" |         |  |
| 3.  | "TOKYO MXTV de 7-gatsu on Air Sareta Artist Himitsu Document Bangumi "Utatane" Kalafina Version (TOKYO MXTVで7月にオンエアされたアーティスト密着ドキュメント番組 「うたたね」Kalafinaバージョン)" |         |  |

Na faixa Closed Premium Live, tem três atuações do grupo, que são eles:
1. love come dawn
2. Ongaku (音楽, Música)
3. Mata Kaze ga Tsuyoku Natta (また風が強くなった, O vento ficou forte novamente)

Hikari no Senritsu: É o sétimo single do grupo japonês. Foi lançado em 20 de janeiro de 2010.
Faixas do CD
| N.º | Título                                          | Duração |  |
| 1.  | "Hikari no Senritsu (光の旋律, Melodia da Luz)" |         |  |
| 2.  | "sapphire"                                      |         |  |
| 3.  | "Hikari no Senritsu ~instrumental~ (光の旋律)"  |         |  |

Faixas do DVD
| N.º | Título                                            | Duração |  |
| 1.  | "Hikari no Senritsu (光の旋律)" (PV)              |         |  |
| 2.  | "So Ra No Wo To trailer"                          |         |  |
| 3.  | "So Ra No Wo To TV spot" (15 segundos de duração) |         |  |
| 4.  | "So Ra No Wo To TV spot" (30 segundos de duração) |         |  |

Kagayaku Sora no Shijima ni wa: É o oitavo single do grupo japonês. Foi lançado no dia 15 de setembro de 2010. Fez parte da trilha sonora do anime Kuroshitsuji.[carece de fontes?]
Magia: É o nono single do grupo japonês. Foi lançado no dia 16 de fevereiro de 2011, é uma das trilhas-tema do anime Puella Magi Madoka Magica.
To the beginning: É o décimo single do grupo japonês. Foi lançado dia 18 de abril de 2012, é uma das trilhas sonoras do anime Fate/Zero.
Moonfesta: É o décimo primeiro single do grupo japonês. Foi lançado dia 18 de julho de 2012, fez parte da trilha sonora do programa Minna no Uta da TV japonesa NHK.
Hikari Furu: É o décimo segundo single do grupo. Foi lançado dia 24 de Outubro de 2012, e fez parte da trilha sonora da série de filmes Mahou Shoujo Magica Madoka.
Alleluia: É o décimo terceiro single do grupo. Foi lançado dia 02 de outubro de 2013, e fez parte da trilha-tema da serie Kara no Kyōkai o oitavo filme, Mirai Fukuin (Evangelio do Futuro).
Kimi no Gin no Niwa: É o décimo quarto single do grupo. Foi lançado dia 06 de novembro de 2013, e fez parte da trilha sonora do terceiro filme da série Mahou Shoujo Magica Madoka: Hangyaku no Monogatari.